# Creighton Carvello
Creighton Carvello (14 de noviembre de 1944 - 18 de noviembre de 2008) fue un británico mnemonista . Carvello nació en Patna , India, y vivió en el Reino Unido desde 1949 hasta su muerte. Su primer récord mundial de memorización fue en 1979, cuando recitó los primeros 15.186 dígitos de Pi.
En 1987 apareció en el programa de televisión de la BBC Record Breakers, memorizando una baraja de cartas mezclada en 2 min y 59 s. Fue esta primera hazaña de memorización la que inspiró a Dominic O'Brien, campeón mundial en ocho ocasiones en el Campeonato Mundial de Memoria (World Memory Champion).
Ese mismo año aparece en el "Libro Guinness de los Récords", por recitar de memoria después de ver cada carta una sola vez, 6 barajas de cartas (todas mezcladas juntas).
En 1997 repite en el programa de televisión de la BBC Record Breakers, memorizando 18 dígitos aleatorios en 4 s y recitando sin errores.